# Arthur Magakian
Arthur Magakian né le 11 novembre 1925 à Vienne (Isère) et mort le 2 octobre 2014 à Génissieux est un gymnaste français, directeur technique national de la gymnastique de 1963 à 1986. Il est promu Gloire du sport en 2009.

## Biographie
Arthur Magakian  est fils d'une famille arménienne installée en France en 1923.

### Sportif de haut-niveau
Arthur Magakian découvre la gymnastique à l'Avenir de Romans-sur-Isère en 1938. Comptable dans une entreprise au sortir de la guerre, il est champion de France junior de décathlon gymnique en 1945. Il se réoriente alors vers la maîtrise d'éducation physique et en juillet 1946 sort diplômé et major de la première promotion d'après-guerre de l'École de Joinville. Après un bref séjour au centre régional d'éducation physique et sportive (CREPS) d'Houlgate, près de Caen, il est muté à Toulon où il entraine dès 1947 la Pro Patria puis la Renaissance Mourillonnaise qu'il ne quitte qu'en 1963. Y trouvant de bonnes conditions d'entraînement, il est sélectionné deux fois en équipe de France A de gymnastique en 1951 contre la Sarre puis la Suisse ; il est présélectionné pour les Jeux d'Helsinki quand une blessure lors des tests de sélection met fin à sa carrière de gymnaste. Il se consacre alors à l'enseignement et est nommé conseiller technique régional (CTR) de gymnastique de l'Académie d'Aix-Marseille en 1959.

### Directeur technique national
En 1963, dans le cadre de la nouvelle politique mise en œuvre à la suite de « la déroute » des précédents Jeux de Rome, le colonel Marceau Crespin, directeur des sports, le choisit comme premier directeur technique national (DTN) auprès de la Fédération française de gymnastique (FFG). Il occupe le poste sans interruption jusqu'en 1986, mettant en place deux plans décennaux qui portent la gymnastique française vers le sommet international : réorganisation des compétitions et des programmes, stages, mise en place des centres d'entraînement nationaux, des sections sport-études et des centres de perfectionnement fédéraux, réforme de la formation des cadres à travers un nouveau brevet d'état d'entraîneur de gymnastique, échanges de cadres de haut niveau, mise en place des conseillers techniques régionaux (CTR) et départementaux (CTD), organisations d'évènements médiatiques. Il instaure également une collaboration fructueuse avec les fédérations affinitaires actives en gymnastique. Juge international et responsable des sélections françaises, il participe à vingt championnats d'Europe, six championnats du monde, une coupe du monde de gymnastique artistique et sept Jeux olympiques. En étroite collaboration avec l'entraîneur national Joseph Sniezek, responsable du centre national de Montceau-les-Mines, il est à l'origine des médailles d'Henry Boério, Michel Boutard, Laurent Barbiéri, Philippe Vatuone. Il est président du comité régional de Côte d'Azur de 1988 à 1996 et vice-président de la FFG de 1991 à 2000, chargé des grands évènements et des plans d'action fédéraux.

## Publications
Outre un grand nombre d'articles — dont un remarquable tiré à part de la revue EPS préfacé par Marceau Crespin en 1964 — Arthur Magakian est l'auteur de trois ouvrages publiés. Le premier chez Amphora en 1966 préfacé par le recteur Debeyre, ancien président de la FFG, fixe l'orientation qu'il entend donner à l'enseignement de la gymnastique. En 1978 il publie deux autres ouvrages la même année : le premier aux éditions Chiron préfacé par Yuri Titov, président de la Fédération internationale de gymnastique (FIG) traite plus largement de l'organisation générale de la gymnastique et le second, coécrit avec le journaliste Jean Marquet, est un ouvrage de vulgarisation.

## Notoriété
Arthur Magakian est :
- médaille d'or de la jeunesse et des sports ;
- médaille d'argent de l'éducation physique de la principauté de Monaco ;
- chevalier de l'ordre national du Mérite ;
- chevalier de la Légion d'honneur ;
- promu gloire du sport en 2009[12].

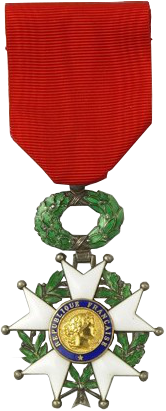
médaille de chevalier de la Légion d’honneur
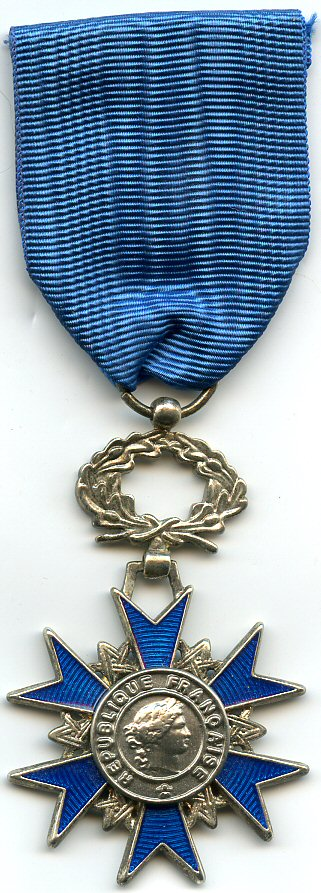
médaille de chevalier de l’ordre national du Mérite
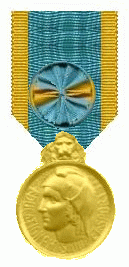
médaille d’or de la jeunesse et des sports.

Il est en outre pendant 20 ans consultant à France télévision.